# Daan Asser
Willem Daniël Hendrik (Daan) Asser (Eindhoven, 21 maart 1945) is een Nederlands jurist, hoogleraar aan de Universiteit Leiden en voormalig raadsheer in de Hoge Raad der Nederlanden.
Daan Asser een telg uit de juristenfamilie Asser. Zijn grootvader Carel Daniël (Daan) Asser jr. was advocaat en oprichter van het kantoor NautaDutilh, zijn overgrootvader de Nobelprijswinnaar Tobias Asser, zijn overgrootvader (van grootmoeders kant) de landsadvocaat Willem Thorbecke en zijn betovergrootvader de staatsman Johan Rudolph Thorbecke. Hij studeerde rechtsgeleerdheid in Leiden van 1963 tot 1968. De vier jaar daarna was hij werkzaam te Cambridge, waar hij in 1972 aan Trinity College promoveerde op The Procurator in the development of agency in Roman law and later civil law. Het jaar daarop werd hij RAIO bij de Rechtbank Amsterdam, waar hij in 1979 rechter werd. Tegelijkertijd werkte hij aan een tweede proefschrift, getiteld In solidum of pro parte: Een onderzoek naar de ontwikkelingsgeschiedenis van de hoofdelijke en gedeelde aansprakelijkheid van vennoten tegenover derden, waar hij in 1983 bij Robert Feenstra op promoveerde.
In 1984 werd Asser benoemd tot raadsheer in het Gerechtshof Amsterdam; twee jaar later werd hij advocaat-generaal bij het Gerechtshof Den Haag. Op 1 november van datzelfde jaar werd hij bovendien benoemd tot waarnemend advocaat-generaal bij de Hoge Raad, en op 11 februari 1988 tot voltijds advocaat-generaal. In 1992 werd hij deeltijdshoogleraar burgerlijk procesrecht aan de Katholieke Universiteit Nijmegen. Op 1 september 1997 werd hem ontslag verleend als advocaat-generaal; Asser werd advocaat bij Stibbe te Amsterdam. Twee jaar later werd hij benoemd tot hoogleraar burgerlijk procesrecht aan de Universiteit Leiden. Op 25 april 2005 werd hij voorgedragen voor benoeming tot raadsheer in de Hoge Raad, ter vervanging van Detmer Beukenhorst, die vicepresident van de civiele kamer werd. Asser bleef tot 2012 raadsheer.
- Gemeinsame Normdatei: 130391433
- International Standard Name Identifier: 0000 0000 5543 7542
- Library of Congress Control Number: n84058139
- NARCIS: PRS1239300
- Nederlandse Thesaurus van Auteursnamen: 069495610
- Virtual International Authority File: 28469662
- WorldCat: E39PBJtMjy43xxyf9P8k3x6tKd